# Billy Henderson
Billy Henderson, (Indianapolis, Indiana, 9 de agosto de 1939 — Daytona Beach, Florida, 2 de fevereiro de 2007) foi um cantor de soul, estadunidense.

## Biografia
Henderson era integrante do grupo vocal The Spinners, formado em 1954 por cinco amigos de colégio do Michigan. O grupo teve vários êxitos, especialmente na década de 1970, entre os quais "I'll be around", "Could it be I'm falling in love", "Then came you” e “The rubberband man”.
Os Spinners foram indicados para seis Grammy, e receberam uma estrela na Calçada da Fama de Hollywood, a segunda a ser atribuída a um grupo com integrantes negros.
Em 2004, Henderson foi demitido do grupo depois de tentar processar o empresário por motivos financeiros.
Faleceu aos 67 anos, vítima de complicações da diabetes.